# Sheldon (condado de Monroe, Wisconsin)
Sheldon es un pueblo ubicado en el condado de Monroe en el estado estadounidense de Wisconsin. En el Censo de 2010 tenía una población de 727 habitantes y una densidad poblacional de 7,95 personas por km².

## Geografía
Sheldon se encuentra ubicado en las coordenadas 43°46′26″N 90°37′20″O / 43.77389, -90.62222. Según la Oficina del Censo de los Estados Unidos, Sheldon tiene una superficie total de 91.42 km², de la cual 91.42 km² corresponden a tierra firme y (0.01%) 0.01 km² es agua.

## Demografía
Según el censo de 2010, había 727 personas residiendo en Sheldon. La densidad de población era de 7,95 hab./km². De los 727 habitantes, Sheldon estaba compuesto por el 97.52% blancos, el 0.14% eran afroamericanos, el 0% eran amerindios, el 1.24% eran asiáticos, el 0% eran isleños del Pacífico, el 0.28% eran de otras razas y el 0.83% pertenecían a dos o más razas. Del total de la población el 0.28% eran hispanos o latinos de cualquier raza.